# Begonia warburgii
Begonia warburgii là một loài thực vật có hoa trong họ Thu hải đường. Loài này được K.Schum. & Lauterb. mô tả khoa học đầu tiên năm 1900.